# Пахарь (Навлинский район)
Пахарь — поселок в Навлинском районе Брянской области в составе Чичковского сельского поселения.

## География
Находится в восточной части Брянской области на расстоянии приблизительно 9 км на север-северо-запад по прямой от районного центра поселка Навля.

## История
Упоминается с 1930-х годов как колхоз «Красный Пахарь».

## Население
Численность населения: 327 человек (русские 96 %) в 2002 году, 303 человека — в 2010 году.